# Borowe (gmina Warka)
Borowe – wieś sołecka w Polsce położona w województwie mazowieckim, w powiecie grójeckim, w gminie Warka.
Nazwa pochodzi od wyrazu wielki, stary bór, las. Pierwszy oficjalny zapis tej nazwy pochodzi z roku 1912, a następny z 1921 – umieszczony w wykazie sołectw. 
Istnieje przypuszczenie, że jest to pozostałość zaginionej wsi Skowera, należącej w roku 1567 do parafii w Konarach i będącej własnością Adama Mniszewskiego. 
W latach 1975–1998 miejscowość należała administracyjnie do województwa radomskiego.